# 湖南省立第一师范学校旧址
湖南省立第一师范学校旧址，又名毛泽东与第一师范纪念馆，位于中国湖南省长沙市天心区。
曾国藩、左宗棠、黄兴、徐特立、杨昌济、李达、田汉、毛泽东、任弼时、李维汉等曾在此（城南书院及以后各时期）求学或任教。

## 历史沿革
湖南省立第一师范学校旧址前身为南宋理学家张栻于公元1161年创办的城南书院，1903年改为湖南师范馆。湖南省立第一师范学校原建筑始建于1912年。1913年春至1918年夏，毛泽东在此求学五年半，之后在此工作两年半，现址设有毛泽东与第一师范纪念馆。1938年，原址的建筑在文夕大火中被毁。从1966年到1968年，根据原貌在原址上进行复原重建。
1983年，旧址设有毛泽东陈列馆和校史陈列室。毛泽东陈列馆分为旧址复原陈列和旧址辅助陈列两部分。旧址复原陈列了毛泽东当年活动的第八班教室、自习室、寝室、大礼堂、阅报室、工人夜校、君子亭水井、附小主事室、第二十二班教室等十余处地点；辅助陈列通过大量的文物史料按时期分专题展示了毛泽东青年时期，展品包括：毛泽东的《讲堂录》笔记及《夜学日志》等照片、毛泽东题字“第一师范”和题词“要做人民的先生，先做人民的学生”。

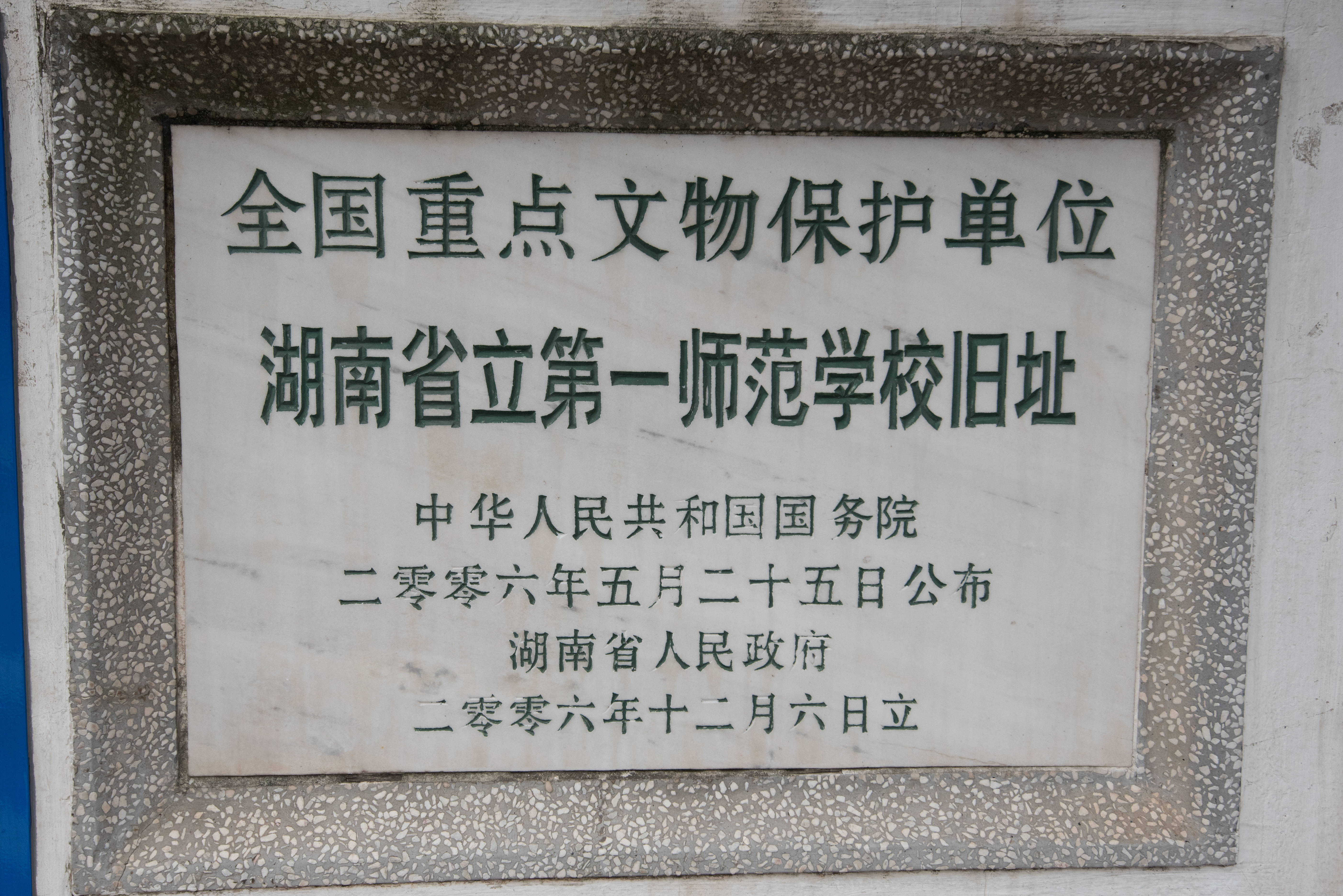
文保碑

2006年，由国务院公布为第六批全国重点文物保护单位。2018年，入选第三批“中国20世纪建筑遗产”。

## 建筑

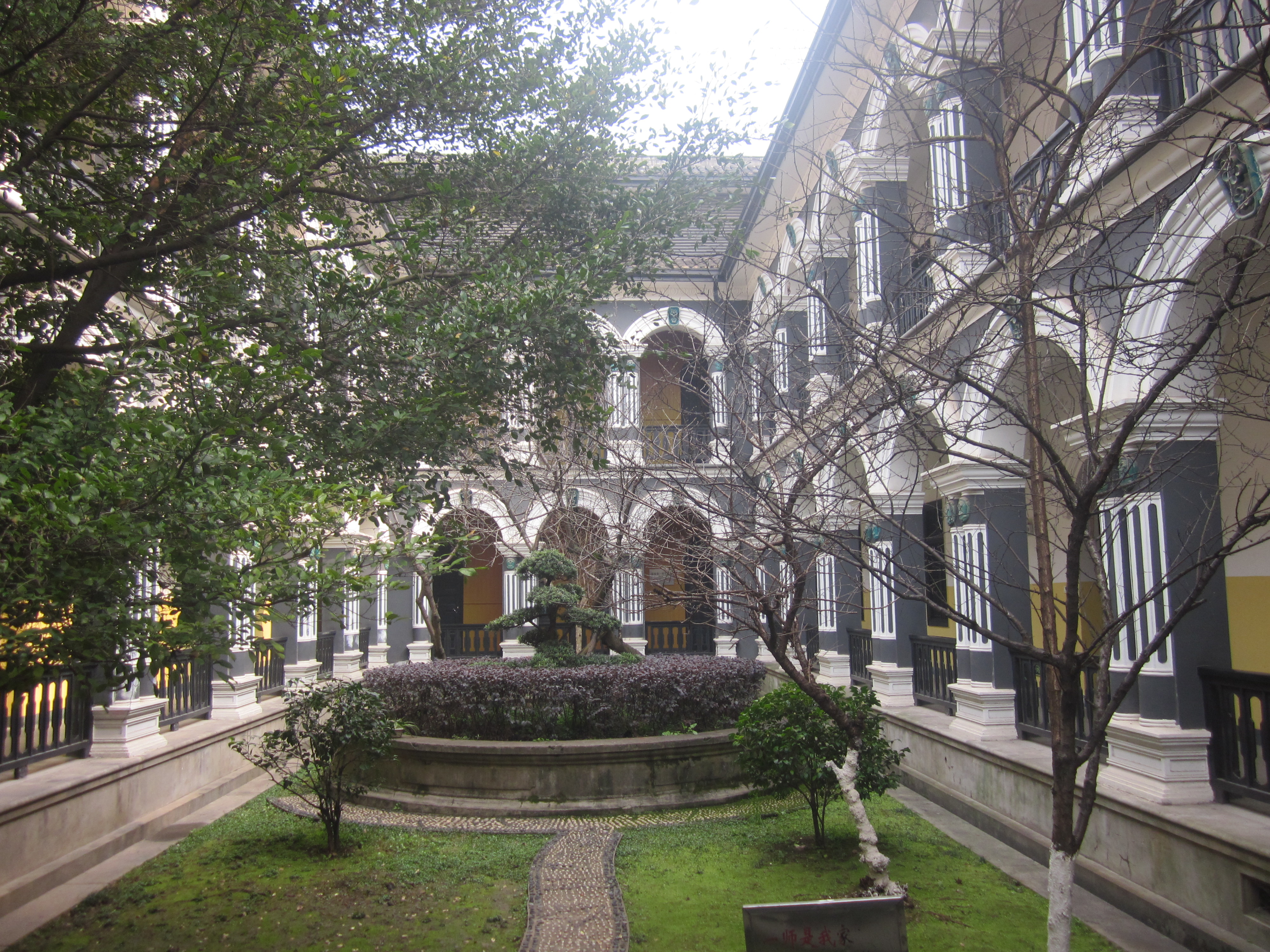
庭院布局

湖南省立第一师范学校旧址建筑群总占地面积66670平方米，建筑面积53500平方米，其中文物建筑面积26343平方米。建筑结合长沙气候特点，采用二层群体砖木结构和中国传统庭院式布局。建筑风格仿照了日本青山师范（今东京学艺大学），以西式为主，结合中国传统建筑元素，如院内的天井、门庭、屋顶（作四角或六角攒尖，饰以宝顶）。
建筑群共36栋，砖木结构，坐东朝西，分为三部分：师范部、附属小学部以及工人夜学，现有毛泽东纪念地14处，包括学校大礼堂、第八班教室、第八班寝室、水井、自习室、阅报室、君子亭、工人夜学、附主事室、毛泽东任教二十二班教室等，设有主题陈列展厅10个（陈展面积2400平方米）。

## 纪念馆及展览
毛泽东与第一师范纪念馆（红色教育培训学院）是湖南第一师范学院的二级机构，为正处级事业单位（2000年前为正科级，2000年至2008年为副处级，2008年后为正处级）。
纪念馆的主题为“一代伟人从这里起步”，设有基本陈列展厅六个、辅助陈列展厅四个，展厅面积达2400平方米，展线长度2650米。

## 历任馆长

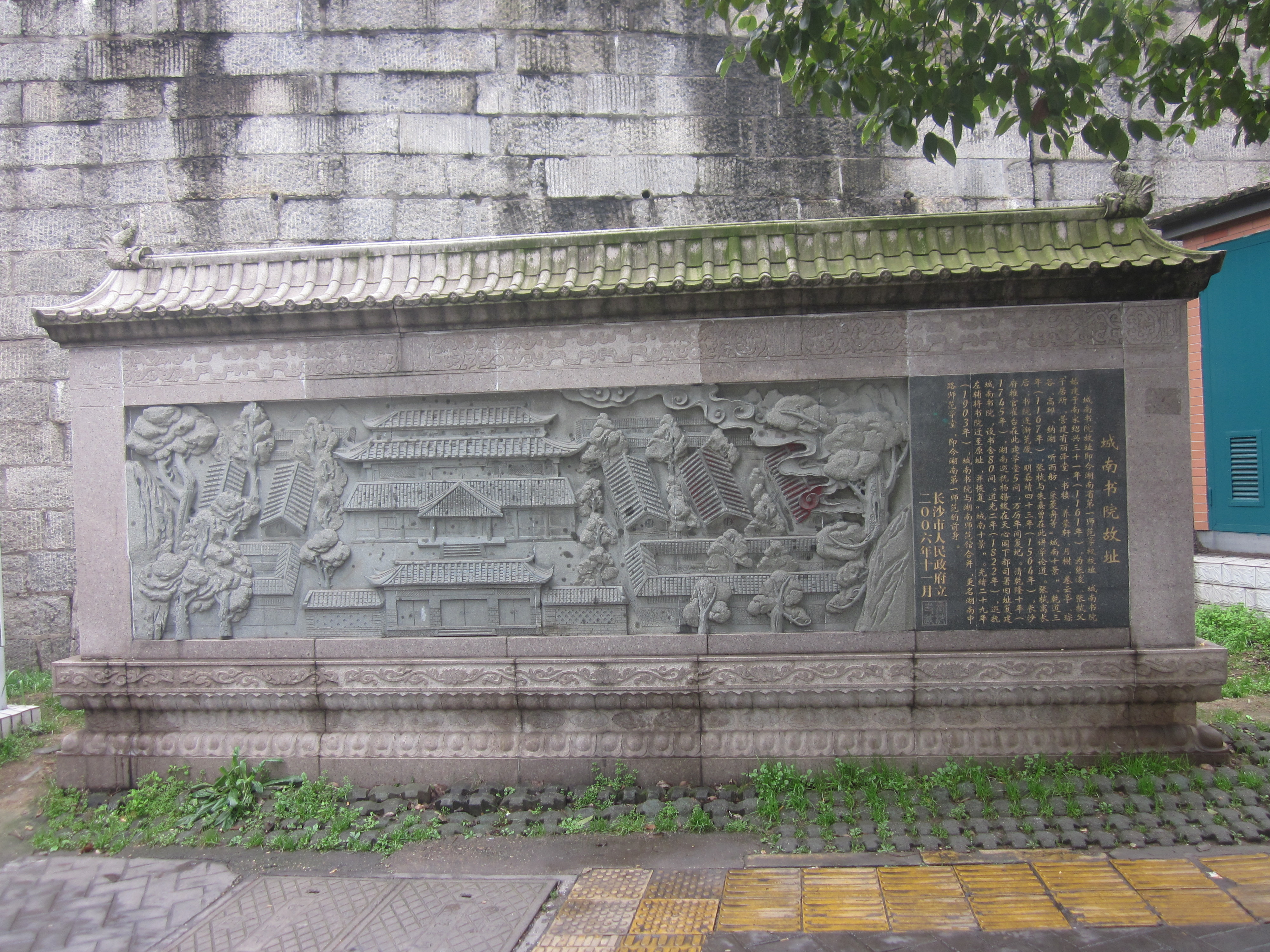
城南书院故址

历任馆长及任期名单如下：
| 任別     | 姓名   | 任期            |
| -------- | ------ | --------------- |
| 1        | 冉新民 | 1969-1972       |
| 2        | 黄素梅 | 1972-1975       |
| 3        | 李步友 | 1976-1978       |
| 4        | 陈扶持 | 1978-1980       |
| 5        | 付立峰 | 1980-1983       |
| 6        | 张清华 | 1983-1986       |
| 7        | 周少达 | 1987-1994       |
| 8        | 林陆   | 1995-1997       |
| 主持工作 | 汤晓   | 1997-1999       |
| 9        | 刘立勇 | 1999-2009       |
| 10       | 艾建玲 | 2009.05-2021.11 |
| 11       | 杨丹   | 2021.11－至今   |